# Komanditní společnost
Komanditní společnost je soukromoprávní právnická osoba korporačního typu. Charakteristické pro ni jsou dva druhy společníků, z nichž jeden ručí za její dluhy neomezeně – komplementář a jeden omezeně – komanditista.
Zákon o obchodních korporacích ji řadí mezi osobní obchodní společnosti, komanditní společnost však vykazuje některé rysy kapitálové společnosti, zejména v tom, že část jejích společníků – komanditisté – mají vkladovou povinnost, ručí za závazky společnosti v omezeném rozsahu a nepodílejí se osobně na řízení společnosti. Proto se někdy označuje také jako společnost smíšená. Může být založena za účelem podnikání nebo za účelem správy vlastního majetku. Na úpravu komanditní společnosti se podpůrně používají ustanovení o veřejné obchodní společnosti a ve vybraných případech též o společnosti s ručením omezeným.
Komanditní společnost se zakládá společenskou smlouvou v písemné podobě, forma veřejné listiny není u osobní obchodní společnosti vyžadována. Společnost vzniká zápisem do obchodního rejstříku. Převoditelnost podílu je přípustná pouze na straně komanditisty, v takovém případě se řídí ustanoveními ZOK o převoditelnosti podílu ve společnosti s ručením omezeným.
Nejvyšším orgánem komanditní společnosti jsou všichni její společníci. Statutárním orgánem všichni komplementáři, kteří splňují stanovené požadavky. Společenskou smlouvou může být určen statutárním orgánem i vybraný komplementář.
Zisk a ztráta společnosti se dělí mezi společnost a komplementáře.
V roce 2022 existovalo v České republice 630 komanditních společností. Jejich počet ale každým rokem klesá.

## Založení a vznik společnosti
Komanditní společnost se zakládá společenskou smlouvou (vždy minimálně dva zakladatelé) v písemné formě s úředně ověřenými podpisy. Zakladatelem mohou být fyzické i právnické osoby. Ve společenské smlouvě se stanoví vzájemné právní poměry společníků, uvede se firma společnosti, předmět podnikání, společníci. Nestanoví-li společenská smlouva jinak, dělí se zisk a ztráta mezi společnost a komplementáře na polovinu, komplementáři si zisk rozdělí rovným dílem, přičemž společník má právo na podíl na zisku ve výši 25 % částky, v níž splnil svou vkladovou povinnost. Část zisku, která připadla společnosti, se po zdanění rozdělí mezi komanditisty v poměru jejich podílů. Ztrátu komanditisté nenesou.
Komanditní společnost vznikne až dnem zápisu do obchodního rejstříku.

## Firma
Firma komanditní společnosti musí povinně obsahovat dodatek označující její právní formu „komanditní společnost“, postačí však zkratka kom. spol. nebo k. s.

## Společníci
Existují zde dva typy společníků, odlišují je jejich práva a povinnosti:
1. Komanditisté – ti mají za úkol splatit svůj vklad do společnosti ve výši určené ve společenské smlouvě a jeho ručení je omezené (do výše nesplaceného vkladu komanditisty nebo do výše komanditní sumy)[13]
2. Komplementáři – jejich postavení připomíná postavení společníků ve veřejné obchodní společnosti. Ručí neomezeně svým majetkem a jsou statutárním orgánem společnosti.

Komanditní společnost musí být vždy založena minimálně dvěma společníky, z nichž musí být jeden komanditista a druhý komplementář.